# Кхурда
Кхурда (англ. Khurda) — місто в індійському штаті Орисса. Адміністративний центр округу Кхурда. Середня висота над рівнем моря 75 метрів. За даними всеіндійського перепису 2001 року, у місті проживало 39 034 особи, з яких чоловіки складали 52 %, жінки — відповідно 48 %. Рівень граматності дорослої людини населення складав близько 78 % (при загальноіндійському показнику 59, 5%). Рівень граматності серед чоловіків — 84%, а серед жінок — 72%. 11% населення молодші 6 років.